# Tuili (Italie)
Pour les articles homonymes, voir Tuili (Burkina Faso).
Tuili est une commune italienne d'environ 1 000 habitants, située dans la province du Sud-Sardaigne, dans la région Sardaigne.

## Administration
| Période                                  | Période | Identité | Étiquette | Qualité |
| ---------------------------------------- | ------- | -------- | --------- | ------- |
|                                          |         |          |           |         |
| Les données manquantes sont à compléter. |         |          |           |         |

### Communes limitrophes
Barumini, Gesturi, Las Plassas, Pauli Arbarei, Setzu, Turri